# Bandeira de Olinda

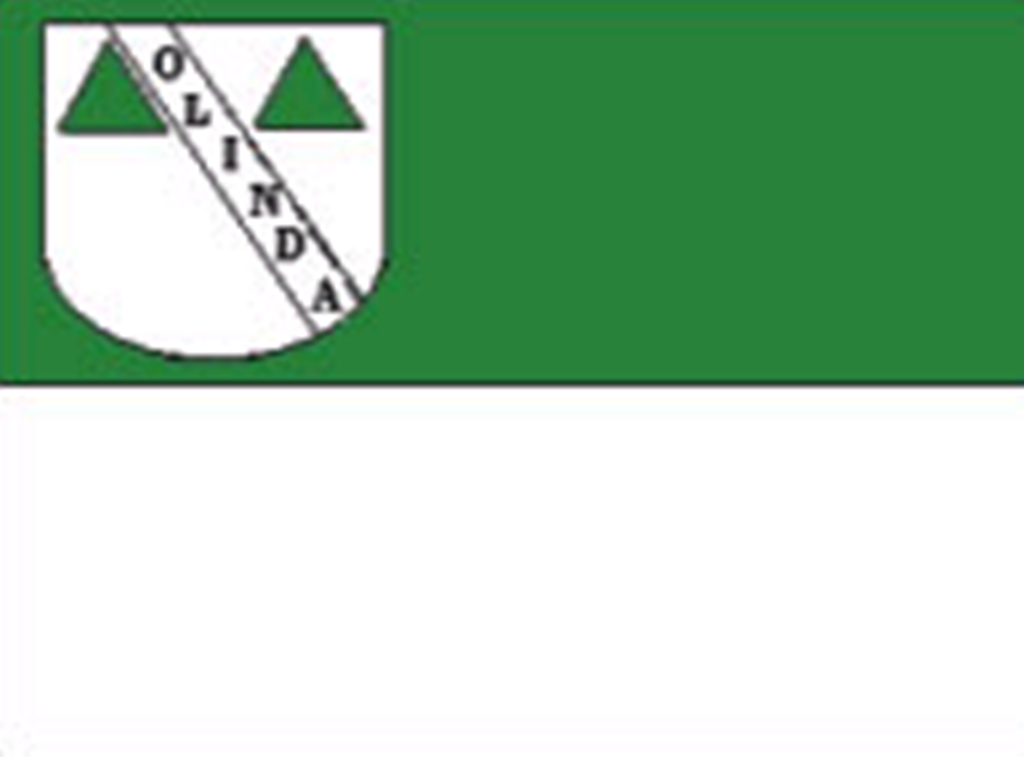
Primeira bandeira da cidade

A Bandeira de Olinda é um dos símbolos oficiais do município brasileiro supracitado, localizado no estado de Pernambuco.
Foi criada pela Lei n° 2388 de 1963, quando era prefeito do município Eufrásio Barbosa.

Substituiu a antiga, que havia sido oficializada pela Lei n° 1255, de 1957.
Esta foi elaborada por Alexandre Alves Dias, baseando-se na descrição feita na lei referida.